# Ferenc Csipes
Ferenc Csipes (Budapest, 8 de marzo de 1965) es un deportista húngaro que compitió en piragüismo en la modalidad de aguas tranquilas. Es el padre de la piragüista Tamara Csipes.
Participó en tres Juegos Olímpicos de Verano entre los años 1988 y 1996, obteniendo un total de cuatro medallas: una de oro, dos de plata y una de bronce. Ganó dieciséis medallas en el Campeonato Mundial de Piragüismo entre los años 1985 y 1994.

## Palmarés internacional
| Juegos Olímpicos   | Juegos Olímpicos          | Juegos Olímpicos  | Juegos Olímpicos |
| Año                | Lugar                     | Medalla           | Evento           |
| ------------------ | ------------------------- | ----------------- | ---------------- |
| 1988               | Seúl (Corea del Sur)      | Medalla de bronce | K2 500 m         |
| 1988               | Seúl (Corea del Sur)      | Medalla de oro    | K4 1000 m        |
| 1992               | Barcelona (España)        | Medalla de plata  | K4 1000 m        |
| 1996               | Atlanta (Estados Unidos)  | Medalla de plata  | K4 1000 m        |
| Campeonato Mundial |                           |                   |                  |
| Año                | Lugar                     | Medalla           | Evento           |
| 1985               | Malinas (Bélgica)         | Medalla de oro    | K1 1000 m        |
| 1986               | Montreal (Canadá)         | Medalla de plata  | K1 1000 m        |
| 1986               | Montreal (Canadá)         | Medalla de oro    | K1 10 000 m      |
| 1986               | Montreal (Canadá)         | Medalla de oro    | K4 1000 m        |
| 1987               | Duisburgo (RFA)           | Medalla de plata  | K1 1000 m        |
| 1987               | Duisburgo (RFA)           | Medalla de oro    | K2 500 m         |
| 1987               | Duisburgo (RFA)           | Medalla de bronce | K2 10 000 m      |
| 1987               | Duisburgo (RFA)           | Medalla de oro    | K4 1000 m        |
| 1989               | Plovdiv (Bulgaria)        | Medalla de oro    | K4 1000 m        |
| 1989               | Plovdiv (Bulgaria)        | Medalla de plata  | K4 10 000 m      |
| 1990               | Poznań (Polonia)          | Medalla de bronce | K4 500 m         |
| 1990               | Poznań (Polonia)          | Medalla de oro    | K4 1000 m        |
| 1991               | París (Francia)           | Medalla de plata  | K1 1000 m        |
| 1991               | París (Francia)           | Medalla de bronce | K2 500 m         |
| 1991               | París (Francia)           | Medalla de oro    | K4 1000 m        |
| 1994               | Ciudad de México (México) | Medalla de bronce | K4 500 m         |